# Ludvig Håkanson
Ludvig Erik "Ludde" Håkanson (Alsten, Suecia, 22 de marzo de 1996) es un jugador de baloncesto internacional sueco. Juega de base y su actual equipo es el Club Joventut Badalona de la Liga Endesa.

## Carrera deportiva
Nacido en Alsten, una ciudad cercana a Estocolmo (Suecia), Hakanson, que puede alternar las posiciones de base y de escolta, llegó al Barça siendo cadete de segundo año.
En la temporada 2013-14 ha militado en la Adecco LEB Oro con el Barça B promediando 10,0 puntos, 1,7 rebotes y 2,3 asistencias en 24.8 minutos por encuentro.
En verano de 2013 disputó el Eurobasket de Eslovenia con su selección nacional (fue el más joven del campeonato), en el que cuajó una buena actuación promediando 12,2 minutos por encuentro.
En 2014 es el elegido para cumplir durante toda la temporada con el rol de tercer director de juego del Barça.
Hakanson promedió con el Barcelona, 0.7 punto en la liga Endesa, y 0.7 punto por partido en la Euroliga.
En 2015, el base sueco juega en el VEF Riga. Los letones han llegado a un acuerdo de cesión con el club blaugrana por una temporada. Durante la temporada 2015-16 Ficha por el CB Sevilla, realizando una gran temporada, y siendo elegido en el quinteto ideal de los jóvenes, junto con Willy Hernangómez, Juancho Hernangómez, Luka Dončić y Santi Yusta
En julio de 2017 firmó contrato con el Movistar Estudiantes de la Liga ACB por tres temporadas.
Durante la temporada 2019-20 juega en las filas del Stelmet Zielona Gora polaco, donde a las órdenes de Žan Tabak cuajaría su mejor temporada hasta el momento promediando 11,5 puntos, 2,6 rebotes y 5,2 asistencias por encuentro en la VTB.
En julio de 2020, firma con el Bilbao Basket de la Liga Endesa para dos temporadas.
El 28 de junio de 2023, firma por el UCAM Murcia CB de la Liga Endesa.